# 155-я мотострелковая дивизия
155-я мотострелковая дивизия, сокращённо 155-я мсд (каз. 155-ші мотоатқыштар дивизиясы / 155-ші мад) — соединение в составе Сухопутных войск Вооружённых Сил СССР и Сухопутных войск Вооружённых сил Республики Казахстан. Переформирована в 4-ю отдельную механизированную бригаду — 4-ю омехбр (каз. 4-ші жмехбр).

## История соединения

### Советский период
Дивизия была создана в период с 1969 по 1971 годы.
В 1969 году в связи с обострением Советско-китайского раскола, заново формируется Среднеазиатский военный округ. Вместе с ним формируется 32-я общевойсковая армия и комплектуется её состав за счёт соединений прибывающих из других военных округов.
Всего на комплектование сухопутных войск САВО привлечены семь дивизий: одна танковая дивизия (78-я) и шесть мотострелковых (8-я и 80-я гвардейские, 68-я, 201-я, 203-я и 155-я мсд).
155-я мотострелковая дивизия создана на базе 374-го Стрыевского ордена Богдана Хмельницкого мотострелкового полка, выделенного из 78-й танковой дивизии прибывшей в восточный Казахстан из города Теджен Туркменской ССР. При этом место убывшего из 78-й дивизии 374-го полка занял 369-й гвардейский мотострелковый полк из 5-й гвардейской мотострелковой дивизии.
Воинские части 155-й мсд передислоцированы в две области Восточного Казахстана.
Штаб дивизии, один мотострелковый полк и танковый полк были размещены в селе Ново-Ахмирово (пригород Усть-Каменогорска) Восточно-Казахстанской области.
В селе Георгиевка Жарминского района Семипалатинской области были дислоцированы мотострелковый и артиллерийский полки дивизии, а также отдельные батальоны боевого и тылового обеспечения, которые размещалась в военном городке с условным обозначением Георгиевка-3.
Один мотострелковый полк и зенитный ракетный полк были дислоцированы в Семипалатинске.
При этом дивизия не была развёрнута по полному штату и являлась кадрированным соединением.
В январе 1980 году 155-я мсд участвовала в комплектовании соединений вводимых в Афганистан.

…У всех на устах слово Афганистан. Позже узнал, что с нашей 155-й мотострелковой дивизии это уже второй эшелон. Отправляют не подразделениями, а выборочно, но почти половину личного состава боевых частей. Наш 374-й мотострелковый полк тогда был воинской частью прикрытия государственной границы, считался одним из наиболее подготовленных, вот и загремел почти в полном составе…— "Отряд Кара-майора". Жантасов Амангельды. Воспоминания офицера 374-го мсп 155-й мсд
Состав 155-й мсд к 1989 году:
- Управление 155-й мсд (в/ч 95876)- Ново-Ахмирово
- 96-й танковый полк (в/ч 47165) — Ново-Ахмирово
- 374-й Стрыевский ордена Богдана Хмельницкого мотострелковый полк (в/ч 10944) — Георгиевка
- 515-й мотострелковый полк (в/ч 15203) — Ново-Ахмирово
- 511-й мотострелковый полк (в/ч 13281) — Семипалатинск
- 931-й артиллерийский (в/ч 06004) — Георгиевка
- 481-й зенитный ракетный полк (в/ч 14410) — Семипалатинск (в 1989 передислоцирован в ГСВГ, вч/пп 15508)
- 236-й отдельный разведывательный батальон (в/ч 07002) — Георгиевка
- 395-й отдельный ракетный дивизион (в/ч 06401) — Ново-Ахмирово
- 1030-й отдельный инженерно-сапёрный батальон (в/ч 08390) — Георгиевка
- 1069-й отдельный батальон связи (в/ч 64554) — Георгиевка
- отдельный ремонтно-восстановительный батальон (в/ч 28664) — Ново-Ахмирово
- отдельный батальон материального обеспечения (в/ч 02256) — Ново-Ахмирово
- отдельный противотанковый дивизион — Георгиевка
- 148-й отдельный медицинский батальон — Ново-Ахмирово
- отдельная рота химзащиты (в/ч 32147) — Георгиевка
- комендантская рота — Ново-Ахмирово

В 1989 году 155-я мотострелковая дивизия была переформирована в 5203-ю Базу Хранения Вооружения и Техники (5203-я БХВТ или в/ч 95876), с дислокацией в Ново-Ахмирово

### 71-я мотострелковая дивизия
После создания 155-й мотострелковой дивизии, за счёт выделения штатов от соединения, в Семипалатинске была сформирована кадрированная 71-я мотострелковая дивизия, которой были переданы почётные регалии и награды 71-й стрелковой Торуньской Краснознамённой дивизии. Данная стрелковая дивизия была расформирована директивой Ставки ВГК № 11095 от 29 мая 1945 года.
До осени 1989 года данное соединение представляло собой воинскую часть и носило название Территориальный учебный центр подготовки резервов и хранения вооружения и техники (войсковая часть 30217). 1 ноября 1989 года приказом министра обороны СССР Территориальный учебный центр был переформирован в 5202-ю Базу Хранения Вооружения и Техники (5202-я БХВТ или в/ч 30217).

## Соединение в Вооружённых Силах Республики Казахстан

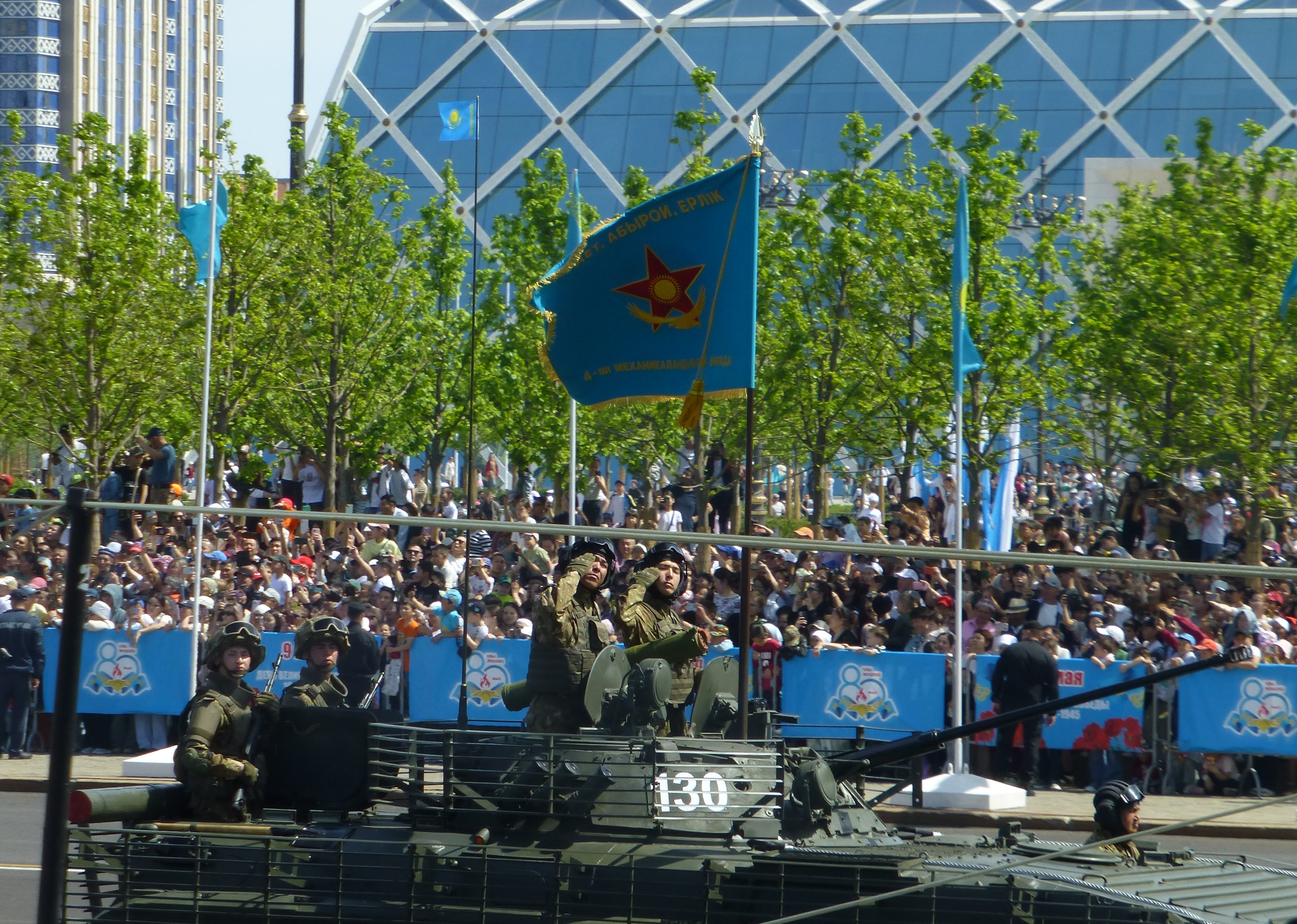
Боевое знамя 4-й механизированной бригады.
Астана. 7 мая 2025 года

7 мая 1992 года 5203-я База Хранения Вооружения и Техники перешла под юрисдикцию Республики Казахстан.

Решением Правительства Республики Казахстан с целью обеспечения защиты Государственной границы Директивой Министра Обороны РК № 6/1/085 от 26 апреля 1993 года, на основе отдела 5203-й БХВТ заново формируется 511-й мотострелковый полк (511-й мсп или войсковая часть 27943).
Местом дислокации 511-го мсп определено село Георгиевка Семипалатинской области.

На основании директивы Министра Обороны РК № Б 3/0294 от 2 июня 1996 года с 1 декабря 1998 года 511-й мотострелковый полк переформирован в 4-ю отдельную мотострелковую бригаду.
На основании директивы МО РК № 1/14/1/0569 от 28 ноября 2004 года 4-я отдельная мотострелковая бригада переформирована в 4-ю отдельную механизированную бригаду (4-я омехбр) и передислоцирована в пригород Усть-Каменогорска — в село Ново-Ахмирово Восточно-Казахстанской области.
Полное название соединения на государственном языке: 4-шi жеке механикаландырылған бригадасы (4-шi жмехбр).
4-я омехбр входит в состав Регионального Командования «Восток» (РгК «Восток»).

Состав 4-й омехбр (в/ч 27943):
- Управление бригады
  - разведывательная рота
  - рота связи
  - инженерно-сапёрная рота
  - рота материального обеспечения
  - рота химической защиты
  - ремонтная рота
  - медицинская рота
  - оркестр
- 1-й мотострелковый батальон (БМП-2)
- 2-й мотострелковый батальон (БМП-2)
- 3-й мотострелковый батальон (БМП-2)
- танковый батальон (Т-72Б)
- артиллерийский дивизион (122-мм гаубица Д-30, БМ-21)
- зенитный ракетно-артиллерийский дивизион (на Стрела-10 и ЗСУ-23-4)[6]

В критический период весеннего половодья, которое характерно для Восточного Казахстана, подразделения 4-й омехбр регулярно привлекаются для помощи местному населению.
В период с 25 августа по 4 сентября 2008 года 4-я омехбр участвовала в совместных российско-казахстанских военных учениях «Центр-2008», проходивших на Чебаркульском полигоне в Челябинской области России. От 4-й омехбр принимало участие около 700 военнослужащих, прибывших на штатной боевой технике, вместе со своими запасами боеприпасов и ГСМ. Подразделения 4-й омехбр действовали совместно с подразделениями 239-го танкового полка 34-й мотострелковой дивизии ПУрВО и 31-й отдельной гвардейской десантно-штурмовой бригады.